# Хомберг (Лаутереккен)
Хомберг (нем. Homberg) — община в Германии, в земле Рейнланд-Пфальц.
Входит в состав района Кузель. Подчиняется управлению Лаутереккен. Население составляет 217 человек (на 31 декабря 2010 года). Занимает площадь 10,89 км².